# Emil and the Detectives
Emil and the Detectives je slovenska jazzovska skupina, ki deluje od leta 2016. Namen skupine je ustvarjati avtorsko glasbo in jo producirati na zvočne medije. Skupino vodi Rastko Zager, ki je večinski avtor glasbe in v zasedbi igra bas. Dejan Pečenko, kot znani jazzovski pianist in pedagog, igra na klavir in Hammond orgle.  Igor Bezget, uveljavljen kitarist in pedagog, sodeluje s kitarami. Na tenor saxofonu je Zdravko Zimič, trobento in krilni rog igra Boris Majcen. Na bobnih je Jože Zadravec. Skupina je za zadnji album "Remote Proximity" prejela dobro oceno na ameriškem jazzovskem portalu All about Jazz.

## Diskografija
CD Agora (2017) - SAZAS RAZA CD001, skladbe:

- Fly, Fly, Fly
- Acqua Alta
- Island
- Equinox
- Malibu Beach
- Blindness
- Flora

CD Sandcastles (2020) - SAZAS RAZA CD002, skladbe:

- Waterwalker
- Camouflage
- Firewire
- Jellyfish
- Konvolut
- Tuxedo Man
- Hopeless

CD Remote Proximity (2023) - SAZAS ETD CD001, skladbe:

- Tranquility
- Back from Planet Serpo
- Divided by Zero
- Fuego Ondulado
- Dark Matter
- Ouroboros
- River with 2 Springs